# Clanis
Clanis este un gen de molii din familia Sphingidae. 

## Specii
- Clanis baratana - Brechlin, 1998
- Clanis bilineata - (Walker 1866)
- Clanis deucalion - (Walker 1856)
- Clanis euroa - Rothschild & Jordan 1903
- Clanis hyperion - Cadiou & Kitching 1990
- Clanis mahadeva - Gehlen, 1935
- Clanis mcguirei - Eitschberger, 2004
- Clanis negritensis - Hoegenes & Treadaway 1993
- Clanis orhanti - Haxaire, 2001
- Clanis peterseni - Eitschberger, 2004
- Clanis phalaris - (Cramer 1777)
- Clanis pratti - Joicey & Talbot 1921
- Clanis schwartzi - Cadio 1993
- Clanis stenosema - Rothschild & Jordan 1907
- Clanis surigaoensis - Clark 1928
- Clanis thailandica - Eitschberger, 2004
- Clanis titan - Rothschild & Jordan 1903
- Clanis undulosa - Moore 1879

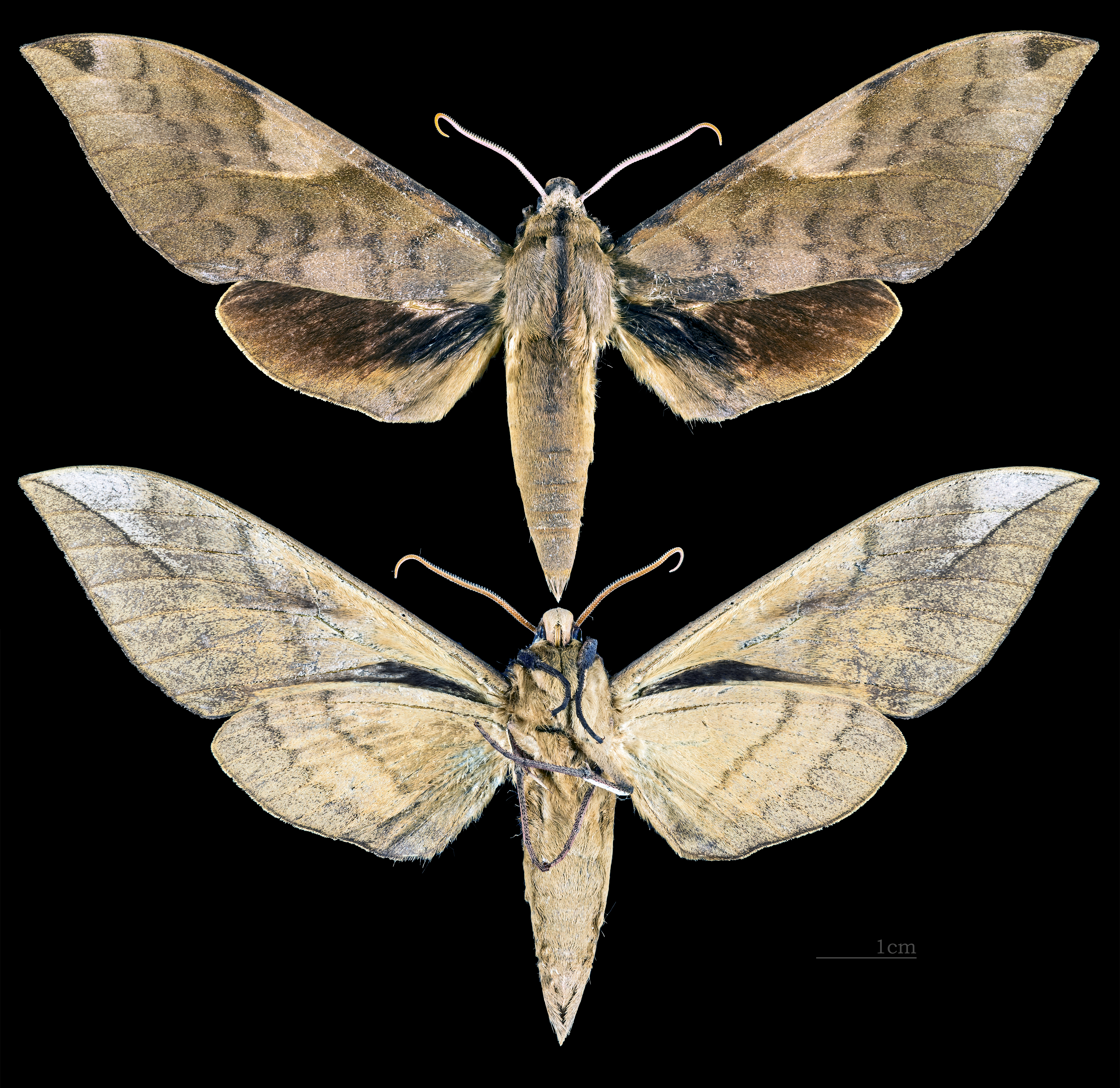
Clanis bilineata
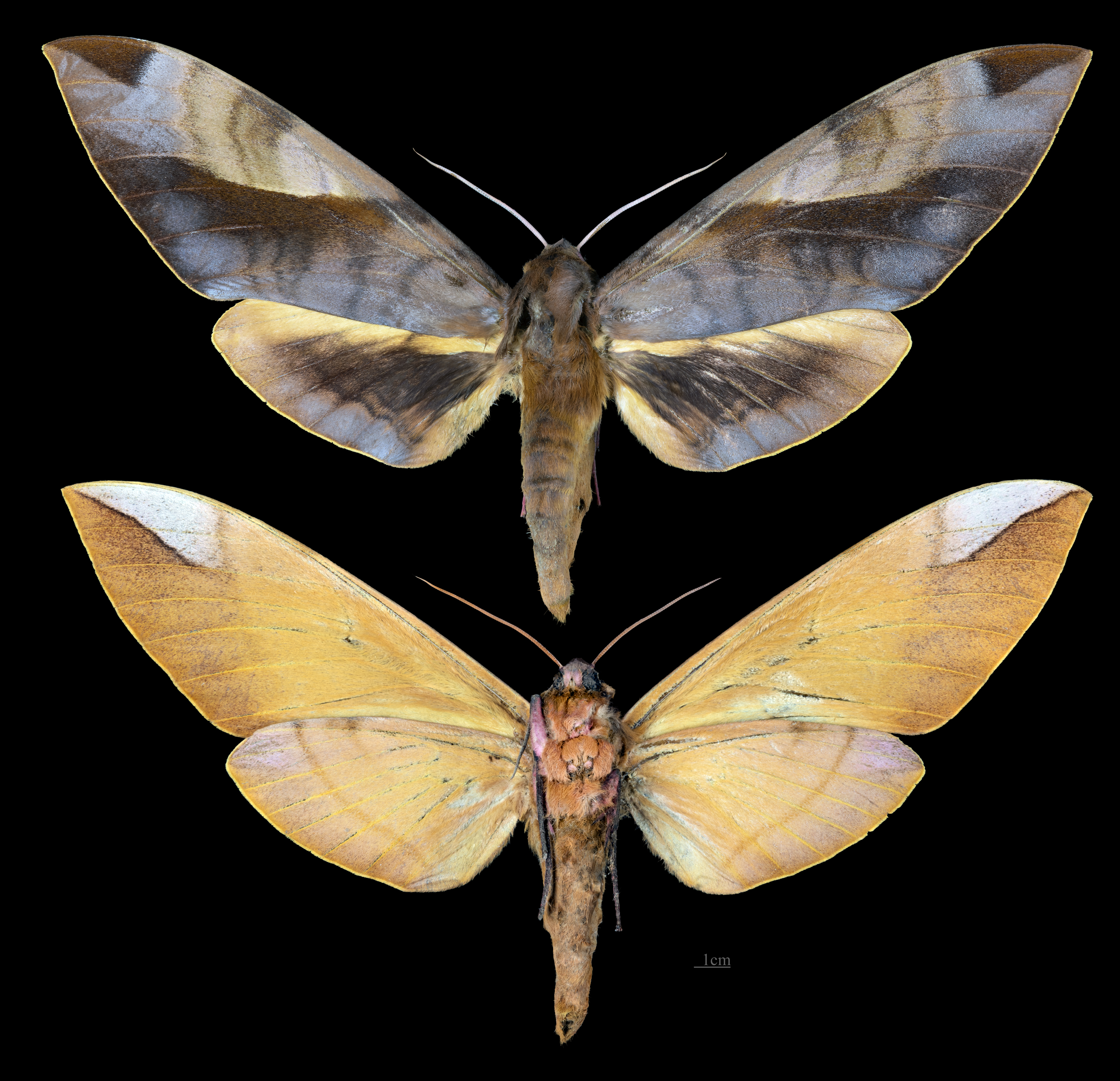
Clanis hyperion
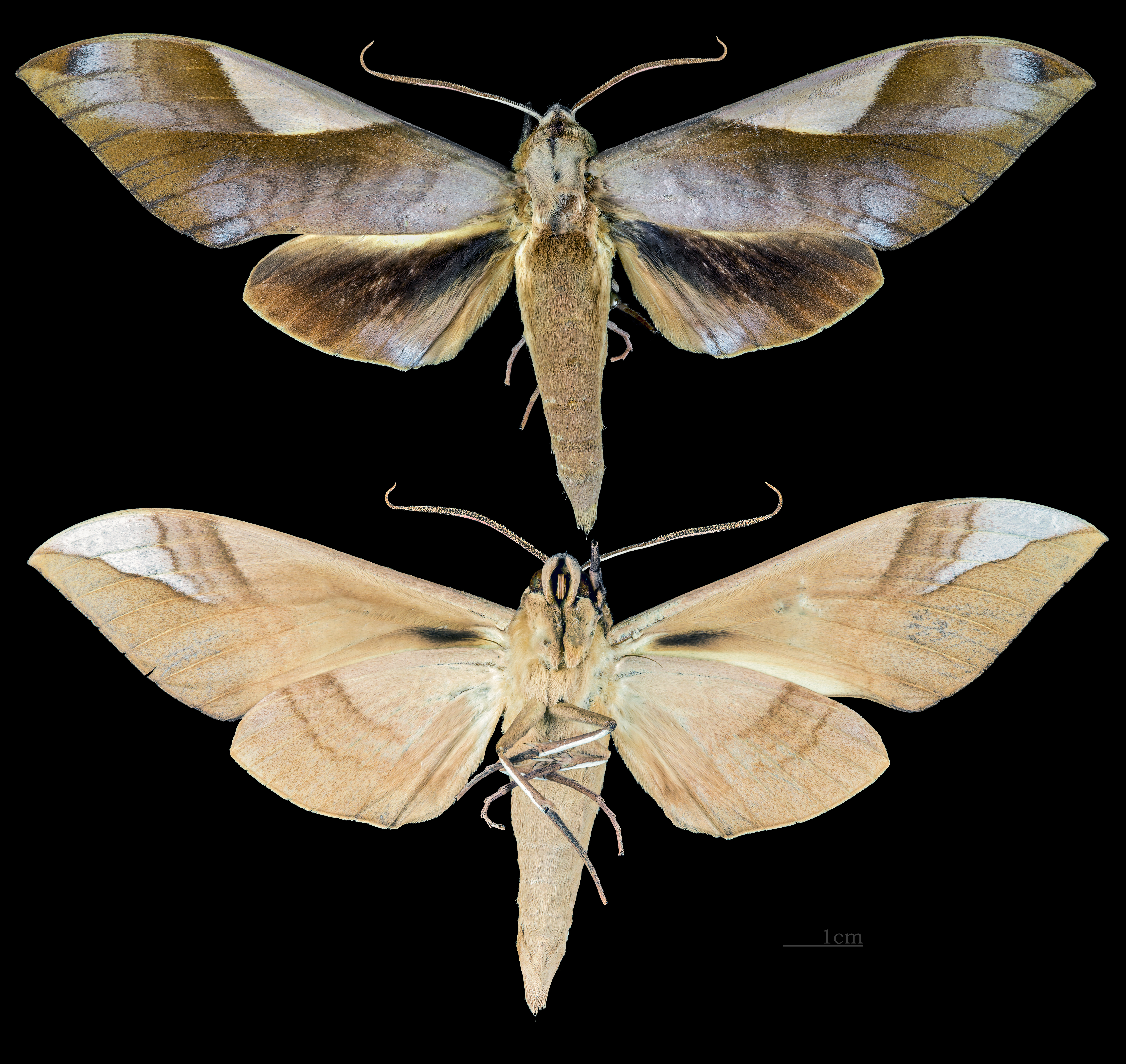
Clanis pratti
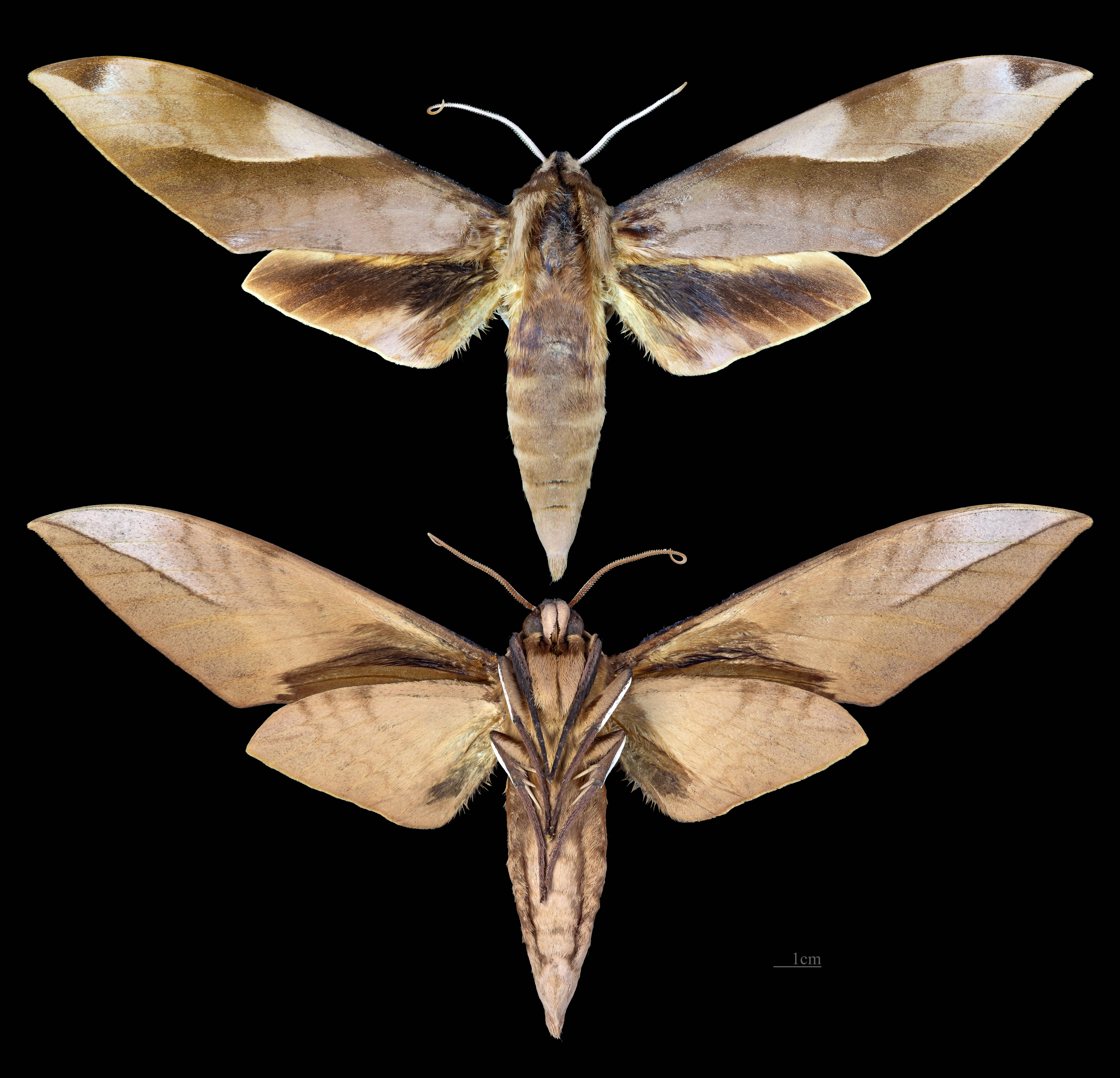
Clanis schwartzi
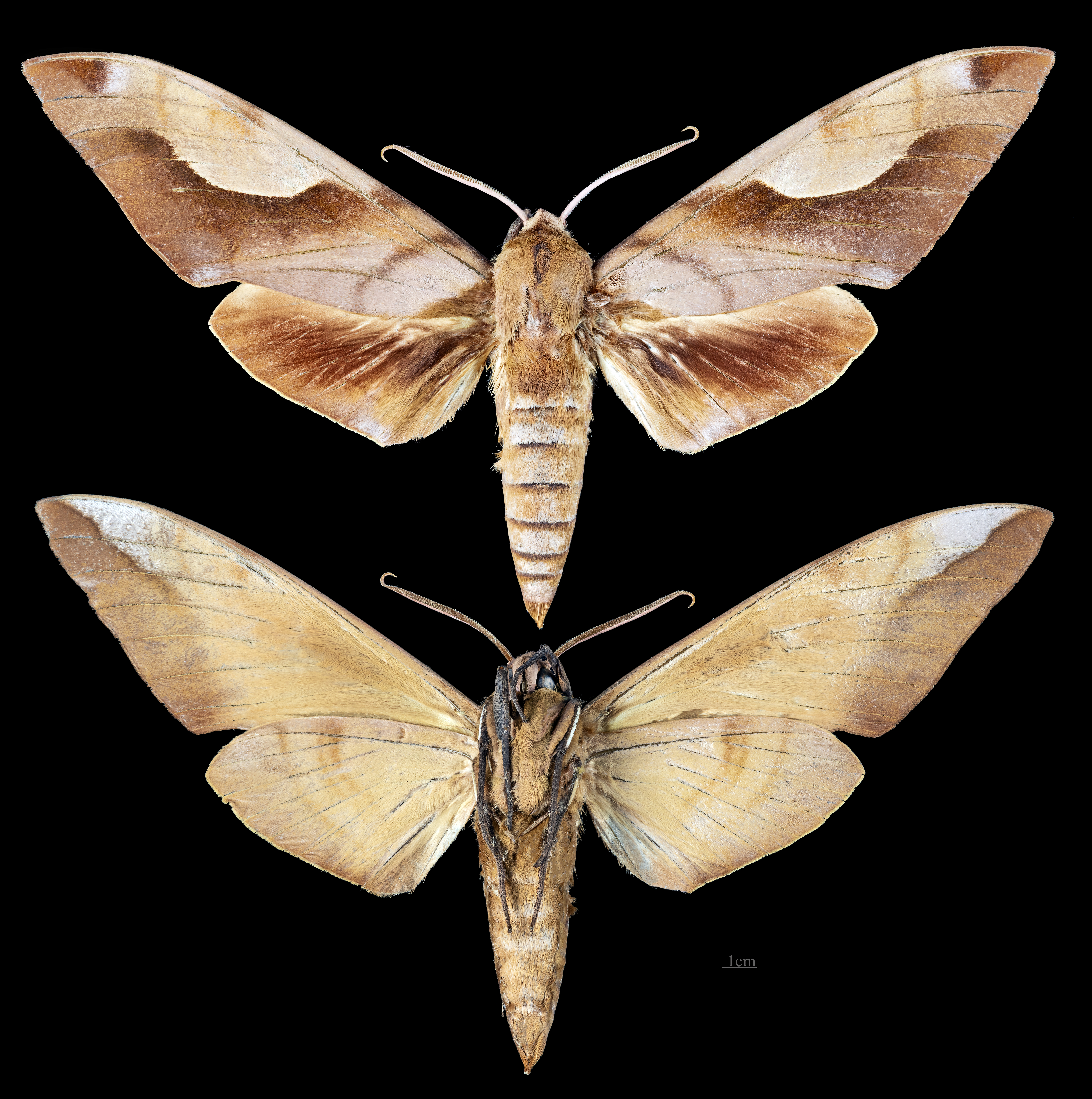
Clanis titan
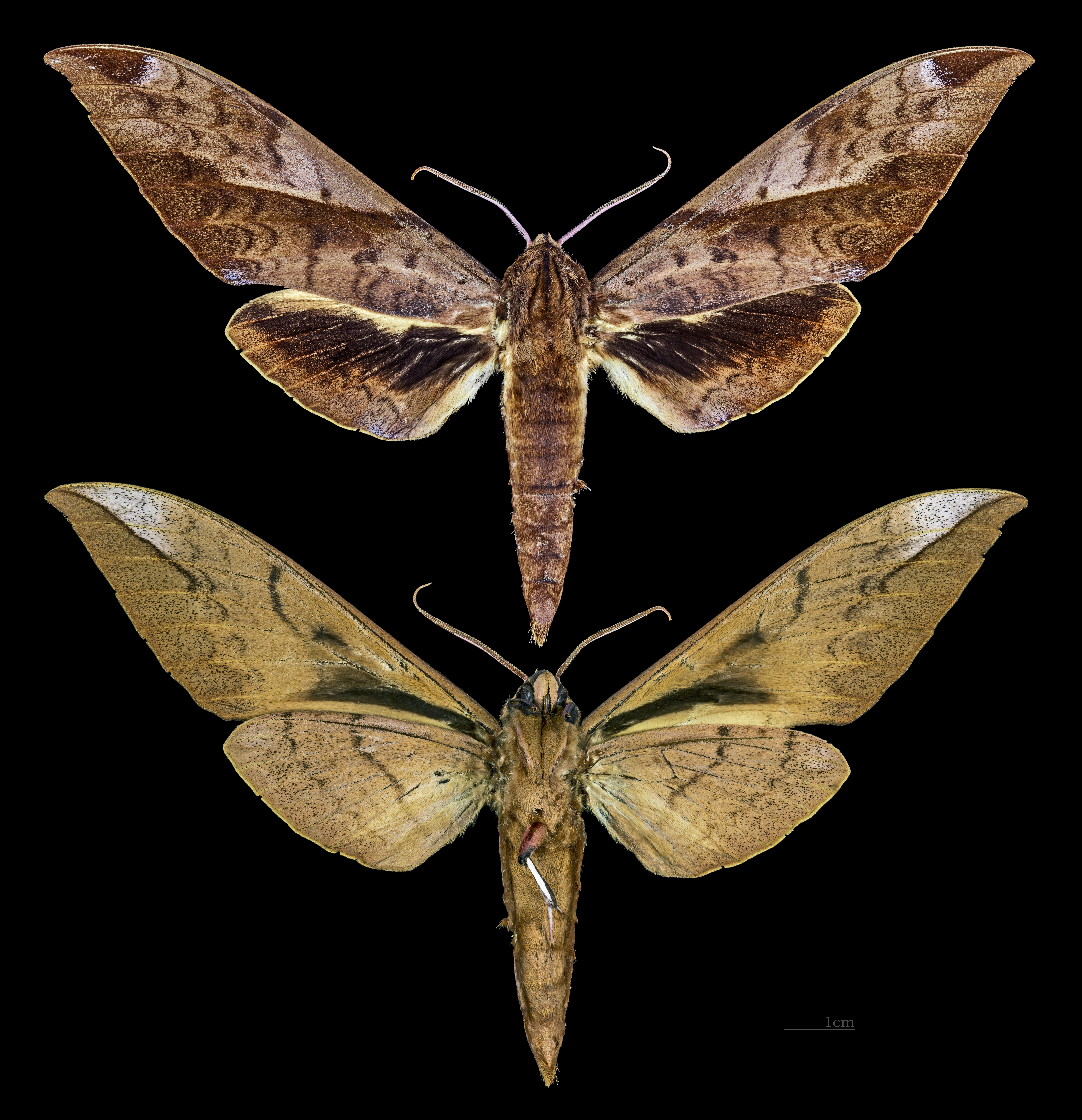
Clanis undulosa